# Milaan-San Remo 2003
De wielerklassieker Milaan-San Remo 2003 werd gereden op 22 maart 2003. De koers werd gewonnen door Paolo Bettini.
Negen renners bepaalden een groot deel van het verloop van de koers, door al vroeg te ontsnappen. Wim Vansevenant, Niki Aebersold, Peter Wrolich, Stéphane Augé, Jacky Durand, Carlos Da Cruz, Paul van Hyfte, José Enrique Gutiérrez en José Antonio López hielden het zo'n 250 kilometer lang vol, maar werden toen ingelopen door het peloton. Op de Cipressa ontplofte de koers, met twee valpartijen en een aanval van Paolo Bettini, Mirko Celestino, Davide Rebellin, Óscar Freire en Aleksandr Vinokoerov. Deze vijf werden weer ingelopen en op de Poggio viel Danilo Di Luca aan. Hij kreeg gezelschap van Bettini, Celestino en Bettini's ploeggenoot Luca Paolini. Later moest Di Luca lossen, waardoor het een sprint met drie man werd. Paolini trok de sprint aan voor Bettini, die het afmaakte. Celestino was tweede, Paolini derde en 11 seconden na de winnaar won Mario Cipollini de sprint om de vierde plaats.
In totaal gingen 195 renners van start, van wie er 170 de eindstreep bereikten, met Corey Sweet (Crédit Agricole) als laatste met een achterstand van bijna 20 minuten.

## Uitslag
| Milaan-San Remo 2003 |                 |                |          |
| Plaats               | Naam            | Ploeg          | Tijd     |
| Winnaar              | Paolo Bettini   | Quickstep      | 6u44'43" |
| 2                    | Mirko Celestino | Saeco          | z.t.     |
| 3                    | Luca Paolini    | Quickstep      | + 2"     |
| 4                    | Mario Cipollini | Domina Vacanze | + 11"    |
| 5                    | Dario Pieri     | Saeco          | z.t.     |
| 6                    | Erik Zabel      | Team Telekom   | z.t.     |
| 7                    | Óscar Freire    | Rabobank       | z.t.     |
| 8                    | Ján Svorada     | Lampre         | z.t.     |
| 9                    | Sergej Ivanov   | Fassa Bortolo  | z.t.     |
| 10                   | Guido Trenti    | Fassa Bortolo  | z.t.     |
|                      |                 |                |          |
| 18                   | Marc Lotz       | Rabobank       | z.t.     |
| 66                   | Nico Mattan     | Cofidis        | z.t.     |

## Ploegenklassement
| Rang | Ploeg              | Land        | Punten |
| ---- | ------------------ | ----------- | ------ |
| 1    | Saeco              | Italië      | 12     |
| 2    | Fassa Bortolo      | Italië      | 9      |
| 3    | Française des Jeux | Frankrijk   | 8      |
| 4    | Rabobank           | Nederland   | 7      |
| 5    | Quickstep          | België      | 6      |
| 6    | Lampre             | Italië      | 5      |
| 7    | Alessio            | Italië      | 4      |
| 8    | Vini Caldirola     | Italië      | 3      |
| 9    | Domina Vacanze     | Italië      | 2      |
| 10   | Phonak             | Zwitserland | 1      |

1907 · 1908 · 1909 · 1910 · 1911 · 1912 · 1913 · 1914 · 1915 · 1916 · 1917 · 1918 · 1919 · 1920 · 1921 · 1922 · 1923 · 1924 · 1925 · 1926 · 1927 · 1928 · 1929 · 1930 · 1931 · 1932 · 1933 · 1934 · 1935 · 1936 · 1937 · 1938 · 1939 · 1940 · 1941 · 1942 · 1943 · 1944 · 1945 · 1946 · 1947 · 1948 · 1949 · 1950 · 1951 · 1952 · 1953 · 1954 · 1955 · 1956 · 1957 · 1958 · 1959 · 1960 · 1961 · 1962 · 1963 · 1964 · 1965 · 1966 · 1967 · 1968 · 1969 · 1970 · 1971 · 1972 · 1973 · 1974 · 1975 · 1976 · 1977 · 1978 · 1979 · 1980 · 1981 · 1982 · 1983 · 1984 · 1985 · 1986 · 1987 · 1988 · 1989 · 1990 · 1991 · 1992 · 1993 · 1994 · 1995 · 1996 · 1997 · 1998 · 1999 · 2000 · 2001 · 2002 · 2003 · 2004 · 2005 · 2006 · 2007 · 2008 · 2009 · 2010 · 2011 · 2012 · 2013 · 2014 · 2015 · 2016 · 2017 · 2018 · 2019 · 2020 · 2021 · 2022 · 2023 · 2024 · 2025
Lijst van beklimmingen